# Équipe de France de football en 1983
Chronologie
Saison précédente Saison suivante
Cet article traite de l'année 1983 de l'équipe de France de football.
- Qualifiée d'office pour l'Euro 1984 en tant que pays organisateur, l'équipe de France se contente d'une série de rencontres amicales.
- Contre l' Espagne Marius Trésor bat le record des sélections de Roger Marche en 1959 avec 64 sélections. Il finira à 65 capes.

## Les matches
| Date             | Stade                                              | Adversaire  | Score | Comp | Buteurs français                                    |
| 16 février 1983  | Estádio Municipal de Guimarães Guimaraes, Portugal | Portugal    | V 3-0 | A    | Stopyra (7e & 71e), Ferreri (8e)                    |
| 23 mars 1983     | Parc des Princes Paris, France                     | URSS        | N 1-1 | A    | Fernandez (42e)                                     |
| 23 avril 1983    | Parc des Princes Paris, France                     | Yougoslavie | V 4-0 | A    | Le Roux (22e), Rocheteau (32e & 47ecf), Touré (74e) |
| 31 mai 1983      | Stade Municipal Luxembourg, Luxembourg             | Belgique    | N 1-1 | A    | Six (11e)                                           |
| 7 septembre 1983 | Idraetspark Copenhague, Danemark                   | Danemark    | D 1-3 | A    | Platini (26e)                                       |
| 5 octobre 1983   | Parc des Princes Paris, France                     | Espagne     | N 1-1 | A    | Rocheteau (60e)                                     |
| 12 novembre 1983 | Stade Maksimir Zagreb, Yougoslavie                 | Yougoslavie | N 0-0 | A    | -                                                   |

A : match amical.

## Les joueurs
| Joueurs                                                           |     |     |     |     |    |     |     |
| Gardiens de but                                                   |     |     |     |     |    |     |     |
| Jean-Pierre Tempet (Stade lavallois) (dernières sélections)       | 90  | 90  | 90  | 90  |    |     |     |
| Joël Bats (AJA) (1re sélection)                                   |     |     |     |     | 90 | 90  | 90  |
| Défenseurs                                                        |     |     |     |     |    |     |     |
| Manuel Amoros (ASM)                                               | 90  | 90  | 90  | 90  | 90 |     | 90  |
| Maxime Bossis (FC Nantes)                                         | 90  | 90  | 90  |     | 90 |     | 90  |
| Thierry Tusseau (FC Nantes)                                       | r15 | r12 | 90  |     |    |     |     |
| Patrick Battiston (ASSE/Girondins de Bordeaux)                    | 90  | 90  |     | 90  | 90 |     |     |
| Philippe Mahut (ASSE) (dernières sélections)                      | 90  | 78  |     |     |    |     |     |
| Yvon Le Roux (Brest/ASM) (1re sélection)                          |     |     | 90  | 90  | 90 | 90  | 90  |
| Jean-Christophe Thouvenel (Girondins de Bordeaux) (1re sélection) |     |     |     | 90  |    |     |     |
| Marius Trésor (Girondins de Bordeaux) (dernières sélections)      |     |     |     |     |    | 90  | 90  |
| Jean-Louis Zanon (ASSE) (1re et dernière sélection)               |     |     |     |     |    | 90  |     |
| William Ayache (FC Nantes) (1re sélection)                        |     |     |     |     |    | 90  |     |
| Milieux                                                           |     |     |     |     |    |     |     |
| Luis Fernandez (PSG)                                              | 75  | 90  | 90  | 90  | 90 | 90  | 90  |
| Jean-Marc Ferreri (AJA)                                           | 63  | 90  | 79  |     |    | 90  | r45 |
| Jean Tigana (Girondins de Bordeaux)                               | r27 | r45 | 90  |     |    |     | 90  |
| Michel Platini (Juventus)                                         | 90  | 45  |     |     | 90 | 75  |     |
| Alain Giresse (Girondins de Bordeaux)                             | 90  | 90  |     |     | 90 |     |     |
| Bernard Genghini (ASSE/ASM)                                       |     |     | r11 | 86  | 90 | r15 |     |
| José Touré (FC Nantes) (1resélection)                             |     |     | 79  | 90  |    |     |     |
| Jean-Claude Lemoult (PSG) (uniques sélections)                    |     |     |     | 90  |    | 90  |     |
| Philippe Vercruysse (RC Lens) (1re sélection)                     |     |     |     | r4  |    |     |     |
| Attaquants                                                        |     |     |     |     |    |     |     |
| Yannick Stopyra (FCSM)                                            | 80  | 90  | r11 | r26 |    |     |     |
| Dominique Rocheteau (PSG)                                         | r10 | r25 | 90  |     | 90 | 90  | 45  |
| Loïc Amisse (FC Nantes) (dernières sélections)                    | 90  | 65  |     |     |    |     |     |
| Didier Six (VfB Stuttgart)                                        |     |     | r4  | 64  |    |     |     |
| Bruno Bellone (ASM)                                               |     |     | 86  |     |    | 85  | 65  |
| Gérard Soler (TFC) (16e et dernière sélection)                    |     |     |     | 64  |    |     |     |
| Bernard Zénier (ASNL) (4e sélection)                              |     |     |     | r26 |    |     |     |
| Daniel Bravo (ASM)                                                |     |     |     |     | 90 |     | 90  |
| Alain Couriol (PSG) (12e et dernière sélection)                   |     |     |     |     |    | r5  |     |
| Daniel Xuereb (RC Lens) (2de sélection)                           |     |     |     |     |    |     | r25 |